# Asociación Deportiva San Carlos
O Asociación Deportiva San Carlos é um clube de futebol com sede em Ciudad Quesada, Costa Rica. Disputa o Campeonato Costarriquenho de Futebol, equivalente a primeira divisão nacional.

## Títulos
- Campeonato Costarriquenho: Clausura 2019
- Campeonato Costarriquenho (segunda divisão): 1965, 1977, 1978, 2006, 2016 e 2018